# Banyu Biru (Air Sugihan)
Banyu Biru is een bestuurslaag in het regentschap Ogan Komering Ilir van de provincie Zuid-Sumatra, Indonesië. Banyu Biru telt 2094 inwoners (volkstelling 2010).